# Ogólnopolskie Pogotowie Dla Ofiar Przemocy w Rodzinie „Niebieska Linia”
Ogólnopolskie Pogotowie dla Ofiar Przemocy w Rodzinie „Niebieska Linia” – stowarzyszenie działające w ramach Instytutu Psychologii Zdrowia PTP. 

## Historia
Pogotowie powstało w 1995 roku i działało na zlecenie Państwowej Agencji Rozwiązywania Problemów Alkoholowych. Zajmowało się prowadzeniem ogólnopolskiego darmowego telefonu skierowanego do ofiar i świadków przemocy w rodzinie oraz prowadzeniem konsultacji indywidualnych oraz grupy terapeutycznej dla ofiar przemocy. Pierwszym kierownikiem Pogotowia była Marta Ziemska. 
Rozszerzony skład personalny wykształcił się w ramach dużego projektu ogólnopolskiej kampanii Powstrzymać Przemoc Domową, która rozpoczęła się pod koniec 1997 roku. W skład zespołu wchodzili w tych czasach: Ilona Anczarska, Małgorzata Skorupska, Agnieszka Respondek, Anna M. Nowakowska, Sylwia Kluczyńska, Joanna Cap oraz Marcin Podawca.

## Działalność
„Niebieska Linia” swoje zadania realizuje poprzez:
- telefon dla Ofiar i Świadków Przemocy w Rodzinie – „Warszawska Niebieska Linia” 022 668 70 00
- poradnia Środowiskowa „Niebieska Linia”
- Centrum Informacyjne o Przemocy Domowej
- program „Starszy Pan, Starsza Pani”
- obsługa i rozwój Ogólnopolskiego Porozumienia Osób i Organizacji Pomagających Ofiarom Przemocy w Rodzinie „Niebieska Linia” – w tym projekt „Niebieska Sieć – regionalnych liderów Niebieskiej Linii”)
- różne akcje specjalne
- godziny wychowawcze dla uczniów z klas IV-VI szkół podstawowych, I-III gimnazjum i w szkołach średnich.